# Kaire Palmaru
Kaire Palmaru (* 11. August 1984 in Pärnu) ist eine estnische Fußballspielerin und ehemalige Rekordnationalspielerin ihres Landes.
Palmaru spielt aktuell beim Pärnu JK und ist eine der erfolgreichsten Spielerinnen in der Nationalmannschaft Estlands. Sie ist aktuelle Rekordnationalspielerin Estlands. Auch nahm sie an der FISU Universiade 2009 teil und bestritt dort vier Spiele. Am 6. Juni 2016 bestritt sie als erste Spielerin aus dem Baltikum ihr 100. Länderspiel.

## Erfolge
- Estnische Meisterin: 2011, 2012, 2013, 2014, 2015, 2016, 2017
- Estnische Pokalsiegerin: 2012, 2014, 2015, 2016/17
- Estnische Superpokalsiegerin: 2012, 2013, 2014, 2015, 2016, 2017